# Lamprosema rufiterminalis
Lamprosema rufiterminalis là một loài bướm đêm trong họ Crambidae.